# Noorderplas

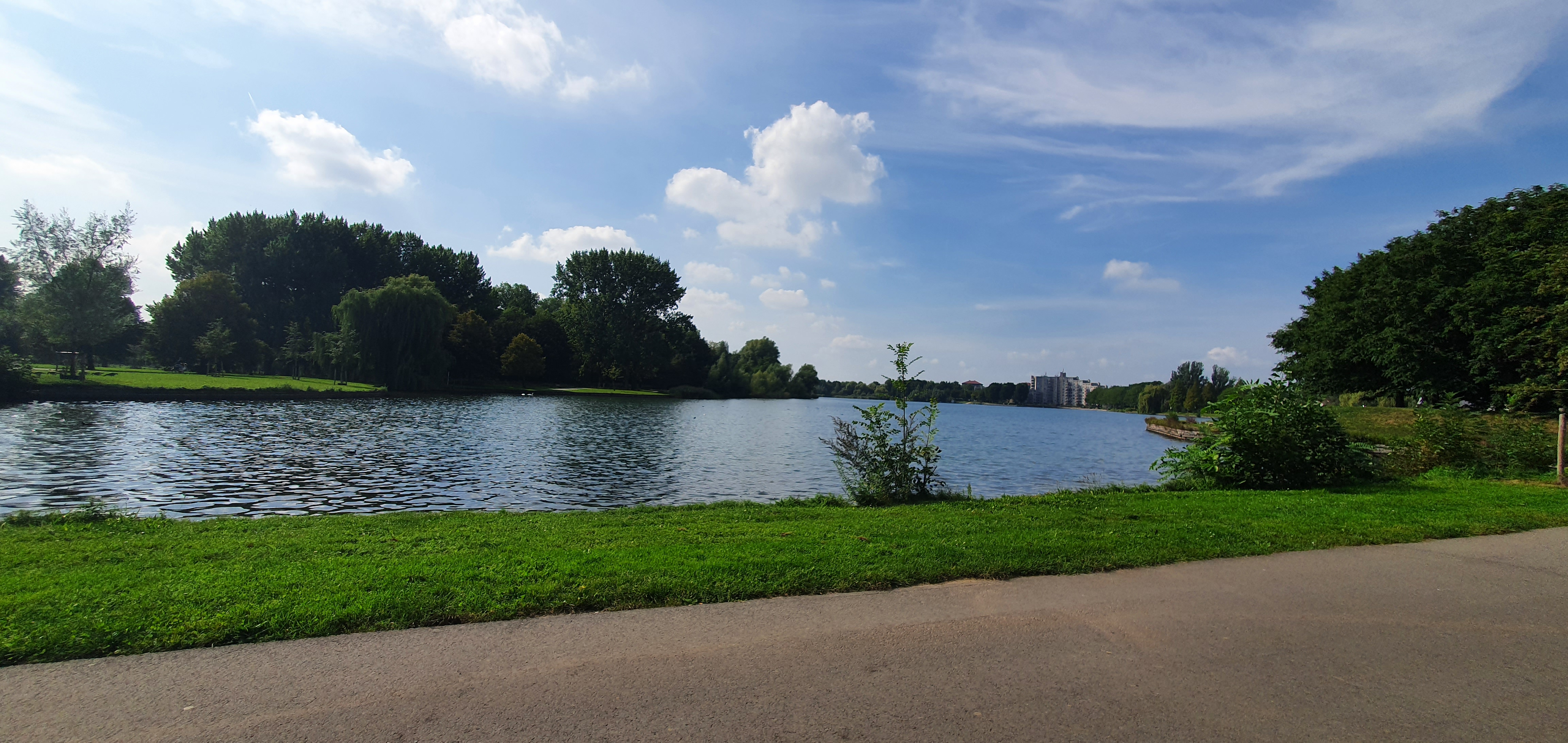
De plas gezien vanuit het oosten

De Noorderplas is een plas in 's-Hertogenbosch, gelegen in de wijk Maaspoort. De plas is in de jaren 80 ontstaan door het winnen van zand voor de bouw van de nieuwbouwwijk. De plas is omgeven door het Burgemeester van Zwietenpark. De oppervlakte van de plas is zonder de sloten ter noorden van de plas ca. 17,5 hectare. De plas is tot 20 meter diep. De plas is geen officieel zwemwater. Toch wordt de plas gebruikt door recreanten.

## Geschiedenis
In 1987 is de plas voor het eerst te zien op de kaart van 's-Hertogenbosch. Op de kaart van 1992 krijgt de plas voor het eerst de huidige naam en lijkt de vorm al meer op de huidige plas, met het aangesloten slotennetwerk in de Italiaanse buurt. De huidige vorm van de plas, met het door een sloot omgeven eiland in de zuidwestelijke hoek, is sinds de eerste verschijning op de kaarten ervan in 1998 in grote lijnen onveranderd gebleven.

## Trivia
De Noorderplas is een viswater van Hengelsportvereniging Ons Genoegen Maaspoort.